# Przecinek oksfordzki
Przecinek oksfordzki, przecinek szeregowy – przecinek oddzielający elementy listy od siebie i podkreślający ich odrębność stosowany w języku angielskim. Przecinek oksfordzki jest stawiany przed ostatnim spójnikiem (najczęściej or lub and) na liście składającej się z co najmniej trzech elementów. Przecinek oksfordzki nie występuje w języku polskim. 

## Historia
Wymyślenie przecinka oksfordzkiego przypisuje się angielskiemu drukarzowi i pracownikowi Oxford University Press Horace'owi Hartowi. Jednak nazwa przecinek oksfordzki została po raz pierwszy użyta w 1978 roku przez Petera Sutcliffa. 
Stosowanie przecinka oksfordzkiego jest przedmiotem sporu. Jest częściej stosowany w USA niż Wielkiej Brytanii. Stosowanie przecinka oksfordzkiego jest zalecane lub nakazywane przez m.in. APA style, The Chicago Manual of Style, Gardner's Modern American Usage. Stosowanie przecinka oksfordzkiego jest odradzane przez m.in. Associated Press Stylebook i The New York Times Stylebook. Przecinek oksfordzki jest rzadko stosowany w tekstach prasowych, a częściej w publikacjach akademickich lub napisanych stylem urzędowo-kancelaryjnym.

## Znaczenie i przykłady użycia
Przecinek oksfordzki pozwala uniknąć niejednoznaczności przy liście wyliczeń. Przykładowo zdanie I love my parents, Jan and Maria (kocham moich rodziców, Jana i Marię) można rozumieć na dwa sposoby; w pierwszym znaczeniu zdanie oznacza, iż osoba mówiąca kocha swoich rodziców Jana i Marię, zaś w drugim znaczeniu oznacza, że osoba mówiąca kocha swoich rodziców oraz oprócz nich Jana i Marię. Zdanie I love my parents, Jan, and Maria (z użyciem przecinka oksfordzkiego) może być rozumiane tylko w sposób, iż osoba mówiąca kocha swoich rodziców oraz oprócz nich Jana i Marię.
Brak użycia przecinka oksfordzkiego był powodem pozwu pracowników firmy mleczarskiej w stanie Maine. Spór zakończył się na korzyść pracowników firmy, którym firma mleczarska wypłaciła pięć milionów dolarów. 